# 新村勝雄
新村 勝雄（しんむら かつお、1918年（大正7年）5月1日 – 2003年（平成15年）6月24日）は、日本の政治家。衆議院議員（日本社会党）、野田市長。

## 来歴・人物
千葉県東葛飾郡福田村（現・野田市）に、地主の長男として生まれる。東葛飾中学（現・千葉県立東葛飾高等学校）を卒業後、地元の産業組合職員、兵役を経て、教師を目指し東京高等師範学校に入学する。終戦後東京高師を中退して地元に戻り、「民主同志会」を立ち上げる。1946年社会党に入党。翌1947年福田村の村長に当選、3期務める。
その後野田市議（1957年より2期）を経て、1962年野田市長に当選する。市議会で多数派を占める保守系会派の抵抗に遭い、1970年まで8年間助役が置けなかった。議会との悪戦苦闘ぶりは、1973年サンケイ新聞の連載企画「革新自治体」でも取り上げられた。しかし市民の人気は高く、根強い保守地盤の中で4回連続当選を果たした。
1976年、第34回衆議院議員総選挙に旧千葉4区から立候補し当選。以後連続当選6回。1989年、衆議院物価問題等に関する特別委員長を務める。1993年政界を引退。同年勲二等旭日重光章受章。
政界引退後は、福田村事件の真相解明運動に携わる。新村自身、幼少の頃被害者と思われる行商人一行を目撃した記憶があるという。2000年に現地を訪問した香川県側の調査団に対し、事件について謝罪している。地元世論の大半が事件をタブー視する状況を心残りとしていた。
2003年6月24日、消化管出血のため死去。享年85。叙・正四位。

## 著書
- 『はだしの市長 地方自治に生きた三十年』（れんが書房新社、1973年）
- 『大地の夜明け 戦後住民運動の記録』（崙書房、1997年）

## 関連文献
- サンケイ新聞地方自治取材班『革新自治体』（学陽書房、1973年）